# 徐末九
徐 末九（ソ・マルグ、朝鮮語: 서말구、英語: Seo Mal-Goo、1955年5月25日 - 2015年11月30日）は、韓国の男子陸上競技選手。専門は短距離走。
東亜大学校在学時の1979年にメキシコシティで開催されたユニバーシアードに出場し、100m走で10秒34(+0.0m/s)の記録を樹立した。この記録は31年後の2010年に、金国栄に破られるまで韓国記録として残っていた。韓国海軍士官学校で教授を務めていた。